# Miguel Ángel Ferrer Deheza
Miguel Ángel Ferrer Deheza (n. Córdoba (Argentina); 1915 - íb.; 1989) fue un abogado argentino.

## Biografía
Nacido en la ciudad de Córdoba el 23 de abril de 1915, sus padres fueron Miguel Ángel Ferrer y María Deheza.
Obtuvo su título en la Facultad de Derecho y Ciencias Sociales de la Universidad Nacional de Córdoba en 1938, siendo después profesor de castellano en el Instituto de Idiomas de dicha universidad, y de filosofía en el colegio “Agustín Garzón Agulla” de su ciudad natal.
Se desempeñó como asesor letrado de la sucursal Córdoba del banco Citibank y del Banco de Londres y América del Sur (cumpliendo la mencionada función en esta última institución entre 1953 y 1958); vocal del directorio del colegio de abogados a partir de 1954 y profesor de derecho civil en la escuela de abogacía de la Facultad de Derecho de la Universidad Nacional de Córdoba. Fue fiscal de estado y tierras públicas entre los años 1955 y 1958. Posteriormente, en junio de 1962, fue designado ministro de gobierno, justicia y educación de la provincia durante la intervención federal encabezada por el Ing. Rogelio Nores Martínez, cargo que ocupó hasta septiembre de ese año.
El 27 de julio de 1966 asumió como interventor federal en la provincia de Córdoba (con el nombre de “gobernador”), designando al Dr. Guillermo Becerra Ferrer en el ministerio de gobierno (sucedido en enero de 1967 por el Dr. Adolfo Ruiz y este, a su vez, en julio de aquel año por Edgar Ferreyra); al Cdor. Mario Dubini, en el de hacienda; al Ing. Roberto Apfelbaum, en la cartera de obras públicas; al Dr. Fernando Martínez Paz, en la de educación y cultura y al Dr. Manuel Albarenque, en la de salud pública. Se alejó del cargo de interventor el 13 de septiembre de 1967.
Falleció el 21 de junio de 1989.